# 孺子大羽花介
孺子大羽花介（学名：Lobosocytheropteron jutzui）为尾花介科大羽花介屬下的一个种，2008年由胡忠恆、陶錫珍兩人首先描述。其殼體呈菱形，表面光滑。與同屬的東川大羽花介相比，本種的側翼較長，但側翼後段邊緣上的緣剌較短而長度劃一，呈短齒梳狀。